# Zhang Zeduan

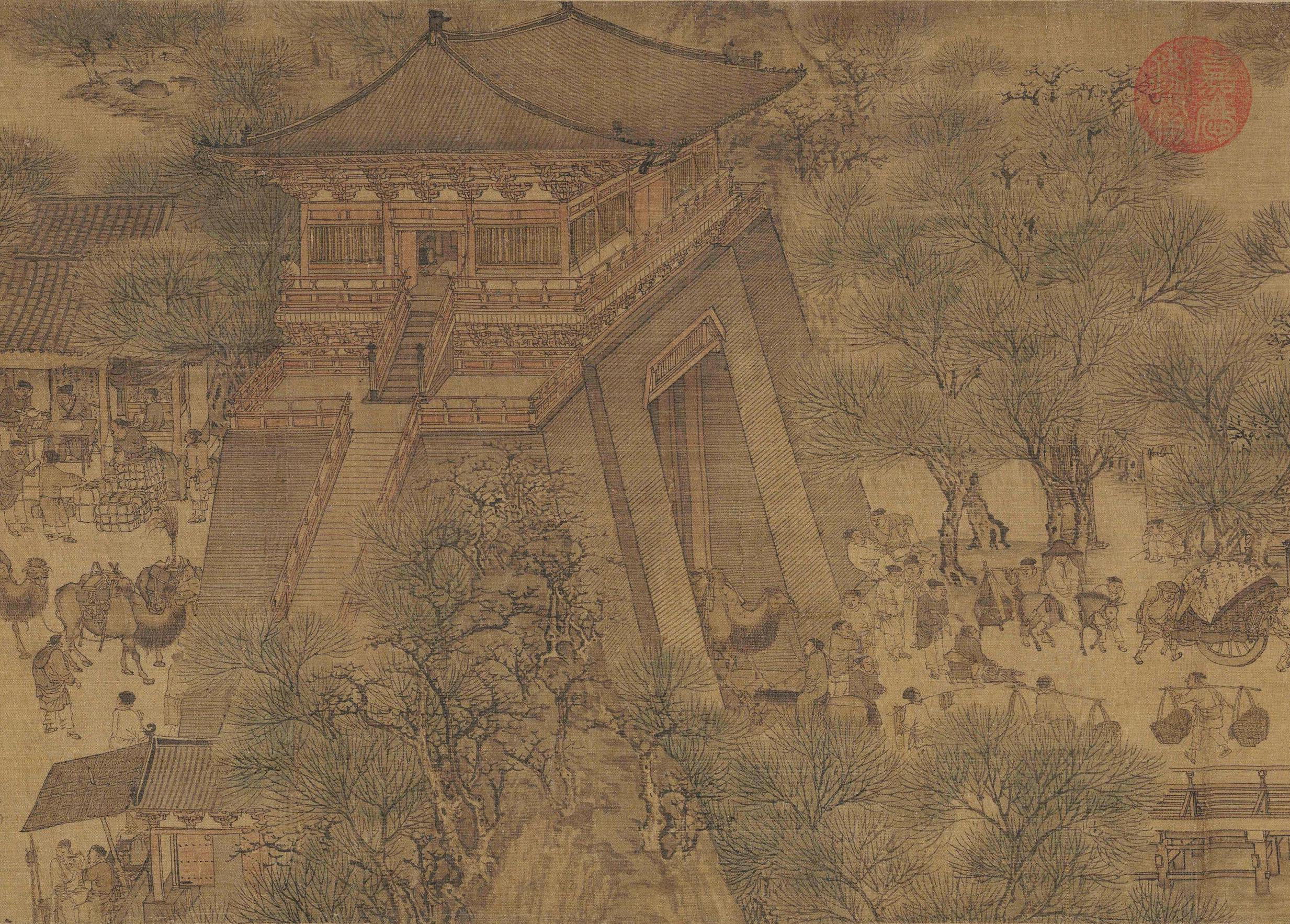
Puerta de la ciudad. Detalle de El festival Qingming junto al río

Zhang Zeduan (en chino tradicional, 張擇端; en chino simplificado, 张择端; pinyin, Zhāng Zéduān; Wade-Giles, Chang Tse-tuan; 1085-1145) fue un pintor chino del periodo de la Dinastía Song.
Se conoce poco de la vida del artista. Nacido en  Dongwu, actualmente Zhucheng, provincia de Shangdong, vivió en la capital del país donde debió llegar a ser pintor de la corte.
Su obra se encuadra en el estilo Shan shui. De las pocas pinturas que han llegado a nuestros días, la más famosa El festival Qingming junto al río, una pintura panorámica de más de cinco metros de longitud que representa la celebración del festival en la antigua capital imperial, es considerada en China tesoro nacional.